# ۱۹ رجب
۱۹ رجب، نوزدهمین روز از ماه رجب در تقویم هجری قمری است.
در تقویم هجری قمری قراردادی این روز صد و نود و ششمین روز سال است.

## مناسبت‌ها
ماه رجب ماه پر خیر و برکت و مخصوص خداست که مناسبت‌های برجسته ای مانند لیله الرغائب، میلاد امیرالمؤمنین(ع) و شکافته شدن کعبه و مبعث رسول خاتم(ص) در آن است و اعمال ویژه ای مانند اعتکاف و ادعیه خاصی برای استفاده از فرصت های این ماه وارد شده است.
به گزارش گروه فرهنگی ایسکانیوز، یکی از ماه‌های پرفضیلتی که توجه به اعمال آن در روایات بسیار تأکید شده است ماه رجب است که اعمال مستحب فراوانی ازجمله نمازها، دعاها و روزه برای این ماه عزیز سفارش شده است.

## وقایع
روایتی موجود است که میگوید :
هر که در شب نوزدهم ماه رجب چهار رکعت نماز بخواند و در هر رکعتی بعد از حمد هر یک از آیه الکرسی و توحید را پانزده مرتبه بخواند خداوند عالم ثواب جناب موسی (ع) را به او می بخشید.